# Hans Pflüger (producteur)
Pour les articles homonymes, voir Pflüger.
Hans Pflüger (né le 2 mars 1935 à Munich, mort le 12 mars 2019 dans l'île d'Ibiza) est un producteur de cinéma allemand.

## Biographie
Pflüger découvre l'industrie cinématographique de façon autodidacte. Tout d'abord, au début des années 1960, il est directeur de production pour Rapid-Film de Wolf C. Hartwig.
À partir du milieu de la même décennie, il est coproducteur pour Parnass-Film, sa première œuvre est aux côtés du patron de Parnass Theo Maria Werner, avec qui il produit les premières épisodes de Commissaire X (de) avec d'autres compagnies étrangères.
Plus tard, Pflüger acquiert Hape-Film, le TV 13 et enfin, en 1975, Cinema 77. Il est particulièrement actif au milieu des années 1970, lorsqu'une réduction fiscale permet la production de films à la mode du moment qui bénéficient de grands moyens coûteux, sans avoir une qualité supérieure, et sont surtout des bides (tels que Lady Dracula, Frauenstation et Das chinesische Wunder). Les films à la hauteur des ambitions avec l'actrice Romy Schneider, Portrait de groupe avec dame et La Mort en direct, sont aussi des échecs.
Dans la seconde moitié des années 1970, Pflüger oriente son champ d'activité vers le financement du cinéma. Il s'engage dans des productions internationales au format hollywoodien qui promettent de l'argent rapide, comme L'Île du docteur Moreau en 1977.
Pflüger achète une maison à Ibiza au début des années 1970 et s'y installe après l'arrêt de son activité. Il a une fille Francesca Pflüger et deux autres filles et un fils.

## Filmographie
- 1965 : Le commissaire X traque les chiens verts
- 1966 : Chasse à l'homme à Ceylan
- 1966 : Commissaire X dans les griffes du dragon d'or
- 1969 : Perversion
- 1969 : Isabelle, duchesse du diable
- 1972 : L'Œil du labyrinthe
- 1974 : Wer stirbt schon gerne unter Palmen
- 1975 : Verbrechen nach Schulschluß (de)
- 1975 : Die Brücke von Zupanja (de)
- 1976 : Une femme à sa fenêtre
- 1977 : Das chinesische Wunder
- 1977 : Frauenstation
- 1976 : Portrait de groupe avec dame
- 1980 : Tendres Cousines
- 1981 : Malevil

## Source de traduction
- (de) Cet article est partiellement ou en totalité issu de l’article de Wikipédia en allemand intitulé « Hans Pflüger (Filmproduzent) » (voir la liste des auteurs).

1. ↑  (de) « IK72 », sur Ibiza Kurier, 2019 (consulté le 8 octobre 2021)